# John Pyper-Ferguson
John Pyper-Ferguson (27 de febrero de 1964) es un actor canadiense nacido en Australia, más conocido por sus numerosas participaciones en televisión y sobre todo por haber interpretado a Joe Whedon en la serie Brothers & Sisters.

## Biografía
John es hijo de Richard Ferguson y de la ex-nadadora olímpica Kathleen MacNamee-Ferguson.

## Carrera
Entre 1990 y 1991, interpretó dos papeles diferentes en la serie Bordertown, primero a August Fox durante el episodio "Hand to Hand" y posteriormente a Lonny Gibbons en el episodio "The Road Chosen". En 1994 apareció como invitado en la popular serie Highlander, donde interpretó a Brian Cullen. En 1996 interpretó a Brian Chason durante el episodio "Falling Star" de la serie The Outer Limits, más tarde volvió a aparecer en la serie dando vida al doctor Kenneth Vaughn durante el episodio "Mindreacher" en 2001. En 1997 dio vida a Jim Gilroy y Jake Waterston en la serie Millennium durante el episodio "The Wild and the Innocent"; en 1998 volvió a aparecer en la serie interpretando a Ben Fisher durante el episodio "Anamnesis". Ese mismo año apareció como invitado en la popular y aclamada serie The X-Files, donde interpretó al detective John Kresge; anteriormente había dado vida a Paul en el episodio "F. Emasculata" en 1995. En 1998 apareció en la serie Poltergeist: The Legacy, donde interpretó a Nicholas Oldman en un episodio; anteriormente había aparecido por primera vez en la serie en 1997, cuando dio vida al Barón de Rais en el episodio "Let Sleeping Demons Lie".
En 2005 apareció en la película Jarhead, donde interpretó a Julius. Ese mismo año apareció como invitado en la serie Night Stalker, donde dio vida al agente Bernard Fain hasta 2006. Y en la serie The Closer, donde interpretó al abogado Andy Osterman durante el episodio "The Big Picture". En 2006 se unió al elenco de la serie Brothers & Sisters, donde dio vida al profesor de guitarra Joe Whedon hasta 2007. Ese mismo año apareció en la película X-Men: The Last Stand, donde obtuvo un pequeño papel interpretando al padre en la minivan. En 2008 interpretó a Pete Doyle en un episodio de la popular serie Cold Case. En 2009 apareció como invitado en la serie Bones, donde interpretó al físico Landis Collar.
En el 2010 se unió al elenco recurrente de la serie Caprica, donde dio vida a Tomas Vergis. Ese mismo año apareció en la popular serie Criminal Minds, donde dio vida al asesino Wilson "Will" Summers. También interpretó al doctor William Burke en la popular serie CSI: Crime Scene Investigation; anteriormente había aparecido por primera vez en la serie interpretando al esposo durante el episodio "Pilot" en 2000. En 2011 se unió a la serie Alphas, donde interpretó a Stanton Parish hasta el final de la serie en 2012. En 2012 interpretó a Hayden Walker en la serie Grimm. En 2013 apareció como invitado en la segunda temporada de la popular serie Once Upon a Time, donde dio vida a Kurt Flynn. En 2014 se unió al elenco principal de la nueva serie The Last Ship, donde interpretó a Tex Nolan hasta el último episodio de la tercera temporada en 2016. En 2015 se unió al elenco recurrente de la quinta temporada de la serie Suits donde interpreta a Jack Soloff. En 2017 se unió a la cuarta temporada de la serie Agents of S.H.I.E.L.D. en un papel secundario, interpretando a Terrence Shockley.

## Filmografía

### Series de televisión
| Año         | Título                                  | Personaje                     | Notas                                                     |
| ----------- | --------------------------------------- | ----------------------------- | --------------------------------------------------------- |
| 2017        | Agents of S.H.I.E.L.D.                  | Terrence Shockley             | Personaje secundario                                      |
| 2017        | The 100                                 | Bill Cadogan                  | 1 episodio                                                |
| 2014 - 2016 | The Last Ship                           | Tex Nolan                     | 25 episodios                                              |
| 2015        | Suits                                   | Jack Soloff                   | 5 episodios                                               |
| 2013        | Burn Notice                             | James Kendrick                | 6 episodios                                               |
| 2013        | Motive                                  | Charles Stanwyck              | episodio "Undertow"                                       |
| 2013        | Deception                               | Wyatt Scott                   | 5 episodios                                               |
| 2013        | Once Upon a Time                        | Kurt Flynn                    | episodio "Welcome to Storybrooke"                         |
| 2011 - 2012 | Alphas                                  | Stanton Parish                | 10 episodios                                              |
| 2012        | Grimm                                   | Hayden Walker                 | episodio "Bad Moon Rising"                                |
| 2012        | Longmire                                | Leland                        | episodio "An Incredibly Beautiful Thing"                  |
| 2012        | The Firm                                | Jim Thorne                    | episodio "Chapter Eleven"                                 |
| 2012        | Less Than Kind                          | Jack                          | 3 episodios                                               |
| 2011        | Fringe                                  | John McClennan                | episodio "One Night in October"                           |
| 2011        | Hellcats                                | Rex Perkins                   | episodio "I'm Sick Y'all"                                 |
| 2010        | Castle                                  | Dean Donegal                  | episodio "Murder Most Fowl"                               |
| 2010        | Caprica                                 | Tomas Vergis                  | 6 episodios                                               |
| 2010        | Dark Blue                               | Kyle Erikson                  | episodio "Brother's Keeper"                               |
| 2010        | White Collar                            | Edgar Halbridge / Steve Price | episodio "Unfinished Business"                            |
| 2010        | Rookie Blue                             | Dean                          | episodio "Signals Crossed"                                |
| 2010        | Lost                                    | Repartidor                    | episodio "The End"                                        |
| 2010        | CSI: Crime Scene Investigation          | Dr. William Burke             | episodio "Irradiator"                                     |
| 2010        | Criminal Minds                          | Wilson Summers                | episodio "Risky Business"                                 |
| 2009        | Flashpoint                              | Charles Stewart               | episodio "The Farm"                                       |
| 2009        | Lie to Me                               | Jamie Cowley                  | episodio "Truth or Consequences"                          |
| 2009        | Mental                                  | Andy Foito                    | episodio "Roles of Engagement"                            |
| 2009        | Bones                                   | Landis Collar                 | episodio "The Science in the Physicist"                   |
| 2009        | Terminator: The Sarah Connor Chronicles | George McCarthy               | episodio "Desert Cantos"                                  |
| 2008        | Fear Itself                             | Rowdy Edlund                  | episodio "Skin and Bones"                                 |
| 2008        | Cold Case                               | Pete Doyle                    | episodio "Bad Reputation"                                 |
| 2008        | The L Word                              | Michael Angelo                | episodio "Lady of the Lake"                               |
| 2007        | Cane                                    | Hudson                        | 3 episodios                                               |
| 2007        | Everest                                 | Roger Marshall                | 4 episodios - miniserie                                   |
| 2006 - 2007 | Brothers & Sisters                      | Joe Whedon                    | 28 episodios                                              |
| 2006        | In Justice                              | Michael Solletti              | episodio "Badge of Honor"                                 |
| 2005 - 2006 | Night Stalker                           | Bernard Fain                  | 3 episodios                                               |
| 2005 - 2006 | Battlestar Galactica                    | Cpt. Cole "Stinger" Taylor    | 2 episodios                                               |
| 2005        | Brothers & Sisters                      | Det. Sean Landry              | episodio "Five Easy Pieces"                               |
| 2005        | The Closer                              | Andy Osterman                 | episodio "The Big Picture"                                |
| 2005        | Into the West                           | Josiah Bell                   | episodio "Manifest Destiny"                               |
| 2005        | CSI: Miami                              | Eddie Michaelson              | episodio "One Night Stand"                                |
| 2005        | Smallville                              | Dr. William McBride           | episodio "Unsafe"                                         |
| 2004        | 24                                      | Preso                         | episodio "Day 3: 5:00 p.m.-6:00 p.m."                     |
| 2004        | The Division                            | Bob Pringle                   | episodio "The Kids Are Alright"                           |
| 2004        | The Handler                             | Carl                          | episodio "Bleak House"                                    |
| 2003 - 2004 | Jeremiah                                | Gabriel Sims                  | 6 episodios                                               |
| 2003        | Tom Stone                               | Maurice Washington            | episodio "Pants on Fire"                                  |
| 2002        | Mentors                                 | Butch Cassidy                 | episodio "Dusty Trails"                                   |
| 2002        | Family Law                              | James Shaw                    | episodio "Celano v. Foster"                               |
| 2001        | Judging Amy                             | Paul Granson                  | episodio "Imbroglio"                                      |
| 2001        | The Guardian                            | Jerry                         | episodio "Paternity"                                      |
| 2001        | The Outer Limits                        | Dr. Kenneth Vaughn            | episodio "Mindreacher"                                    |
| 2001        | Gideon's Crossing                       | Tim Palmer                    | episodio "Clinical Enigma"                                |
| 2000 - 2001 | The Huntress                            | Jake Blumenthal               | 3 episodios                                               |
| 1999 - 2001 | Jack & Jill                             | Kevin                         | 4 episodios                                               |
| 2000        | ER                                      | Tom Coggins                   | episodio "Flight of Fancy"                                |
| 2000        | Arli$$                                  | Aaron                         | episodio "It's Who You Know"                              |
| 1999        | Harsh Realm                             | John Cabot                    | episodio "Leviathan"                                      |
| 1998 - 1999 | The Crow: Stairway to Heaven            | Jason Danko                   | 4 episodios                                               |
| 1998        | Viper                                   | Agente Harper                 | episodio "The Return"                                     |
| 1998        | Poltergeist: The Legacy                 | Nicholas Oldman               | episodio "Seduction"                                      |
| 1998        | Millennium                              | Ben Fisher                    | episodio "Anamnesis"                                      |
| 1996, 1998  | Nash Bridges                            | Zack Spears                   | 2 episodios                                               |
| 1997        | The X-Files                             | Det. John Kresge              | 2 episodios                                               |
| 1997        | The Sentinel                            | Dawson Quinn                  | episodio "Survival"                                       |
| 1995        | The Client                              | Hawkins                       | episodio "Dear Harris"                                    |
| 1995        | Lonesome Dove: The Outlaw Years         | Earl Hastings                 | episodio "Fear"                                           |
| 1995        | Legend                                  | Jack McCall                   | episodio "The Life, Death, and Life of Wild Bill Hickock" |
| 1995        | Vanishing Son                           | -                             | episodio "Jersey Girl"                                    |
| 1995        | University Hospital                     | Cal Chaney                    | episodio "The Right Thing"                                |
| 1995        | The Watcher                             | -                             | episodio "Heartburned"                                    |
| 1994        | Highlander                              | Brian Cullen                  | episodio "Courage"                                        |
| 1993 - 1994 | The Adventures of Brisco County Jr.     | Peter Hutter                  | 7 episodios                                               |
| 1994        | Viper                                   | Ray Bollo                     | episodio "Past Tense"                                     |
| 1993        | Walker, Texas Ranger                    | Critter                       | episodio "An Innocent Man"                                |
| 1993        | Bodies of Evidence                      | Bruce Johnson                 | episodio "Blindside"                                      |
| 1992        | Star Trek: The Next Generation          | Eli Hollander                 | episodio "A Fistful of Datas"                             |
| 1992        | Lightning Force                         | Malcolm                       | episodio "Ice"                                            |
| 1992        | The Commish                             | Cory McBride                  | episodio "Judgement Day"                                  |
| 1991        | Bordertown                              | Lonny Gibbons                 | episodio "The Road Chosen"                                |
| 1991        | MacGyver                                | Scott Bartlett                | episodio "The Wasteland"                                  |
| 1991        | Mom P.I.                                | -                             | episodio "Repo Ride"                                      |
| 1990 - 1991 | Neon Rider                              | Det. Zak Miller               | 3 episodios                                               |
| 1990        | 21 Jump Street                          | Joshua                        | 2 episodios                                               |
| 1990        | The Campbells                           | Harry Thorpe                  | episodio "Fortunes of War"                                |
| 1989        | War of the Worlds                       | Mutante                       | episodio "Unto Us a Child Is Born"                        |
| 1988        | Katts and Dog                           | -                             | episodio "Boy Meets Dog"                                  |
| 1987        | Night Heat                              | John Edwards                  | episodio "The Cost of Doing Business"                     |
| 1986        | Hamilton's Quest                        | Sonny Hamilton                | -                                                         |
| 1979        | The Littlest Hobo                       | -                             | episodio "Little Girl Lost"                               |

### Películas
| Año  | Título                | Personaje       | Notas |
| ---- | --------------------- | --------------- | --- |
| 2006 | X-Men: The Last Stand | Padre           | junto a Hugh Jackman, Halle Berry, Ian McKellen, Patrick Stewart, Famke Janssen, Anna Paquin y James Marsden |
| 2005 | Jarhead               | Julius          | junto a Jake Gyllenhaal, Brian Geraghty, Peter Sarsgaard, Jamie Foxx, Laz Alonso, Lucas Black y Chris Cooper |
| 2001 | Pearl Harbor          | Oficial Naval   | junto a Ben Affleck, Josh Hartnett, Kate Beckinsale, William Lee Scott, Ewen Bremner y Alec Baldwin          |
| 1996 | Hard Core Logo        | John Oxenberger | junto a Callum Keith Rennie, Hugh Dillon, Julian Richings, Benita Ha y Claudia Ferri                         |
| 1992 | Unforgiven            | Charley Hecker  | junto a Clint Eastwood, Morgan Freeman y Richard Harris                                                      |

### Teatro
| Año | Obra                | Personaje | Notas |
| --- | ------------------- | --------- | ----- |
| -   | Glengarry Glen Ross | Dave Moss | -     |

## Premios y nominaciones
| Año  | Categoría                                                         | Premio       | Serie      | Resultado |
| ---- | ----------------------------------------------------------------- | ------------ | ---------- | --------- |
| 2012 | Best TV Villain                                                   | IGN Award    | Alphas     | Nominado  |
| 1997 | Best Performance by an Actor in a Guest Role in a Dramatic Series | Gemini Award | Highlander | Nominado  |